# Han Ju-yeop

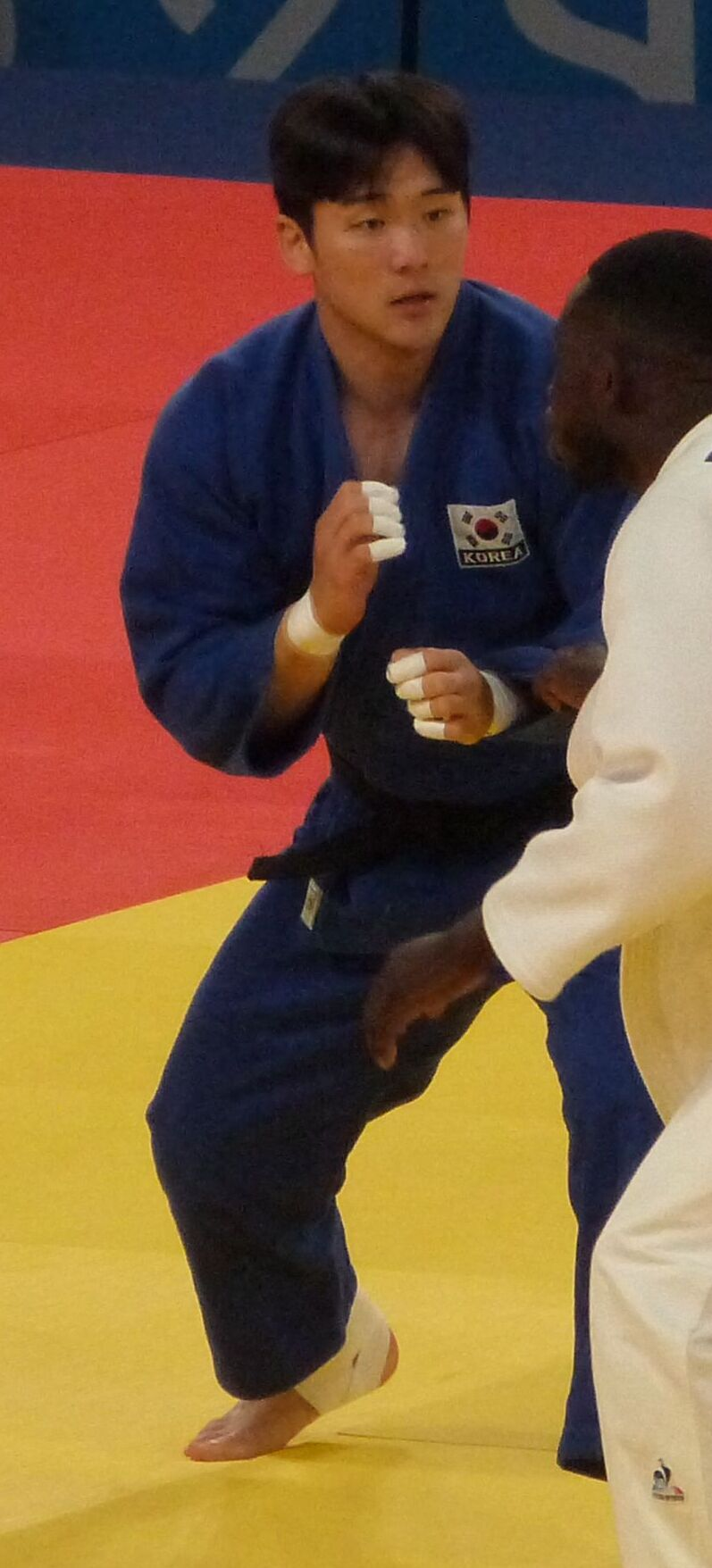
Han Ju-yeop kämpft gegen Maxime-Gaël Ngayap Hambou bei den Olympischen Spielen 2024.

Han Ju-yeop (* 21. April 1999 in Cheorwon) ist ein südkoreanischer Judoka. Er gewann 2024 eine olympische Bronzemedaille im Mixed-Team-Wettbewerb.

## Sportliche Karriere
Han Ju-yeop kämpft seit 2018 im Mittelgewicht, der Gewichtsklasse bis 90 Kilogramm.
2018 wurde Han Dritter bei den U21-Asienmeisterschaften, 2019 belegte er den siebten Platz bei den Junioren-Weltmeisterschaften. Im Erwachsenenbereich schied Han Ju-yeop sowohl bei den Weltmeisterschaften 2021 als auch bei den Weltmeisterschaften 2022 im Achtelfinale aus.
Im Juli 2023 erreichte Han bei den aus 2021 verschobenen World University Games in Chengdu das Finale und gewann die Silbermedaille hinter dem Ungarn Roland Goz. Bei den im September 2023 nachgeholten Asienspielen in Hangzhou verlor Han den Kampf um Bronze gegen den für die Vereinigten Arabischen Emirate antretenden Aram Grigorian.
Im April 2024 unterlag Han bei den Asienmeisterschaften im Viertelfinale gegen Grigorian. Er kämpfte sich dann aber zur Bronzemedaille durch, wobei er auch seinen Landsmann Gwak Dong-han bezwang. Im Mai 2024 unterlag Han im Achtelfinale der Weltmeisterschaften in Abu Dhabi dem Italiener Christian Parlati.
Zwei Monate später verlor er im Achtelfinale der Olympischen Spiele in Paris gegen den Georgier Lascha Bekauri und in der Hoffnungsrunde gegen den Brasilianer Rafael Macedo. Damit belegte Han den siebten Platz gemeinsam mit Aram Grigorian. Im Mixed-Team-Wettbewerb unterlag Han in seinen Kämpfen im Achtelfinale und im Viertelfinale. In der Hoffnungsrunde und im Kampf um Bronze trat dann der Halbmittelgewichtler Lee Joon-hwan an. Nachdem die südkoreanische Mannschaft den Kampf um den dritten Platz gegen die Deutschen gewonnen hatte, erhielt auch Han Ju-yeop eine Bronzemedaille.